# مردم کولی
مردم رومنی یا روما یا کولی مردمی هندوآریایی زبان هستند که به صورت کوچ‌نشین و دوره‌گرد در سراسر اروپا و خاورمیانه یافت می‌شوند. رما جمع واژه رُم است که بنابر نظراتی به واژه سانسکریت دُم (انسان) بر‌می‌گردد. شواهد زبانی و ژنتیکی احتمال می‌دهند که این مردم در اصل از شبه‌قاره هند ریشه گرفته‌اند و مانند بقیه مردم هند بومی آسیای جنوبی بوده اما چون از مهاجرت آنها با دیگر اقوام خویش یعنی قوم آریایی، سکاها و سانسکریت‌ها از آسیای میانه در یک مسیر مهاجرت اقوام آریایی بود و در آسیا زبانشان تغییر یافته‌است. کولی ها از لحاظ نژادی بیشتر از دراویدی های بومی جنوب آسیا تاثیر گرفته اند و سهم نژاد آریایی در آنها بسیار ناچیز است. طی پژوهشی توسط مجله ژنتیکی نیچر از لحاظ ژنتیکی، هاپلوگروپ R1a که مشخصه نژاد آریایی است، در کولی ها وجود ندارد و کولی ها تنها از لحاظ زبانی جزو مردمان آریایی و هندواروپایی قرار دارند. در زبان لری‌بختیاری به این مردم، تُشمال میگویند و در لری‌خرم‌آبادی به آنها لوتی میگویند که به معنای مردم نوازنده هستند. در گویش مشهدی به آنها غربتی میگویند. همچنین مردم کولی آوازه خوبی در جهان ندارند و به عنوان انسان های پست‌فطرت و بربر شناخته میشوند.
در انگلیسی به کولی‌ها جیپسی (gypsy) گفته می‌شود؛ چرا که تصور می‌شد آن‌ها از مصر (Egypt) آمده‌اند. این تصور باعث شد که این مردم و زبانشان اسرارآمیز جلوه‌گر شود. اکنون جیپسی به نوعی کلمه‌ای توهین‌آمیز تلقی می‌شود زیرا روشن است که کولی‌ها (roma نام ملی و قومی است) از هند به صورت گروه گروه در اواسط هزاره اول میلادی مهاجرت کرده‌اند. یکی از این گروه‌ها از طریق ایران به طرف آسیای صغیر، جنوب روسیه و کشورهای بالکان پیش رفته، تا در سده پانزدهم به اروپای غربی و در سده شانزدهم به بریتانیا رسیده‌است. ظاهراً گروه بعدی خط‌سیری جنوبی‌تر را یعنی از طریق ایران، سوریه و مدیترانه به سوی آفریقا و شبه جزیره ایبری در پیش گرفته‌است. تا قرن بیستم گروه‌هایی از کولی‌ها با گرایش به نوعی زندگی کم و بیش چادرنشینی در همه کشورهای اروپایی و در بسیاری از بخش‌های دیگر جهان حضور داشتند؛ و زبان رُمَنی، که اصلاً گونه‌ای ویژه از زبان هندو آریایی نو می‌باشد، اساساً با دو یا سه دوجین لهجه تشخیص داده می‌شوند.
کولی‌ها در سراسر جهان یافت می‌شوند، اما بیشتر در اروپا، به ویژه مرکز، شرق و جنوب آن ( اسپانیا و جنوب فرانسه) متمرکز هستند. آن‌ها در حدود سال ۱۰۰۷ میلادی وارد آسیای غربی و اروپا شدند.
در ایران نیز گروه‌های مختلفی از مردم کولی در سراسر کشور در مناطقی همچون خراسان(غرشمال)، آذربایجان، (سوزمانی) فارس، بوشهر، لرستان(لوطی و کاولی)، کرمان، قزوینو گیلانزندگی می‌کنند.
دلیل نامیدن آنها به کولی به خاطر کوله‌باری بوده که همیشه بر کول داشتند. اما کاوِلی یا کابلی نیز نامیده‌می‌شوند زیرا تصور عموم‌ بر این بود که از کابل آمده‌اند.
در کشورهای افغانستان و ازبکستان نیز مردم کولی یافت می‌شوند.
در سینمای کشورهای مختلف خصوصا اروپای شرقی به کولی‌ها پرداخته‌شده‌است و اغلب نقش آنها، نقشی سطح‌ پایین، شاد و پر از کلیشه بوده‌است.

## نام
امروز کولی‌ها در کشورهای اروپایی بدین گونه نامیده می‌شوند:
- انگلیسی‌ها آن‌ها را «جیپسی»[پانویس ۱] می‌خوانند زیرا سابقاً می‌پنداشتند که این طایفه قبطیانی هستند که از مصر آمده‌اند.
- فرانسوی‌ها کولی‌ها را «بوهمین»[پانویس ۲] می‌نامند زیرا سابقاً خیال می‌کردند که از اهالی بوهم هستند که به فرانسه وارد شده‌اند.
- هلندی‌ها آن‌ها را «هایدن»[پانویس ۳] به معنی کافر و بت‌پرست، آلمانی‌ها «زیگونر»،[پانویس ۴] اسپانیایی‌ها «خیتانوس»،[پانویس ۵] پرتغالی‌ها «سیگانا»،[پانویس ۶] ایتالیایی‌ها «زینگاری»[پانویس ۷] و «زینگوری»[پانویس ۸] می‌نامند.

## وضعیت کنونی
امروزه کولی‌ها در تعدادی از کشورهای آسیایی همچون ایران و ترکیه و تقریباً تمام کشورهای اروپایی هستند و مشکلات و مسائل اجتماعی بسیاری را سبب می‌شوند و البته سختی‌های زیادی را نیز متحمل شده‌اند. زندگی آن‌ها با زندگی متداول اروپا کاملاً متفاوت است. امروزه بسیاری از آن‌ها دیگر کوچ نمی‌کنند ولی نحوه زندگی خود را تغییر نداده‌اند.
گفته می‌شود که بیش از دو میلیون کولی در روسیه زندگی می‌کنند. آن‌ها توانسته‌اند به سهم خود بر فرهنگ روس تأثیر بگذارند. در روسیه به کولی‌ها «تسیگان» گفته می‌شود. البته امروزه کمتر شاهد برپایی گروه‌های رقص و آواز تسیگان‌ها هستیم.
اگرچه امروزه کولی‌ها تقریباً در مجموعهٔ فرهنگ، اعتقادات و آداب و رسوم مناطق حل شده‌اند، ولی هنوز برخی از آیین‌ها و آداب قومی مانند مراسم ازدواج، طلاق، نوع مناسبات خانواده و برخی از شئون اجتماعی گذشته خود را حفظ نموده‌اند.

## جمعیت و زیرگروه‌ها
جمعیت‌های کولی

هیچ آمار رسمی یا قابل اعتمادی از جمعیت رومانیایی‌ها (کولی‌ها) در سراسر جهان وجود ندارد. بسیاری از کولی‌ها به دلایل مختلف از ثبت هویت قومی خود در سرشماری‌های رسمی خودداری می‌کنند؛ از جمله به دلیل ترس از تبعیض. برخی دیگر، نوادگان ازدواج‌های مختلط با جمعیت‌های محلی هستند:  
- - تعدادی دیگر فقط خود را کولی نمی‌دانند،

- - و برخی اصلاً خود را کولی معرفی نمی‌کنند.

- علاوه بر این، برخی کشورها داده‌ها را بر اساس قومیت جمع‌آوری نمی‌کنند.

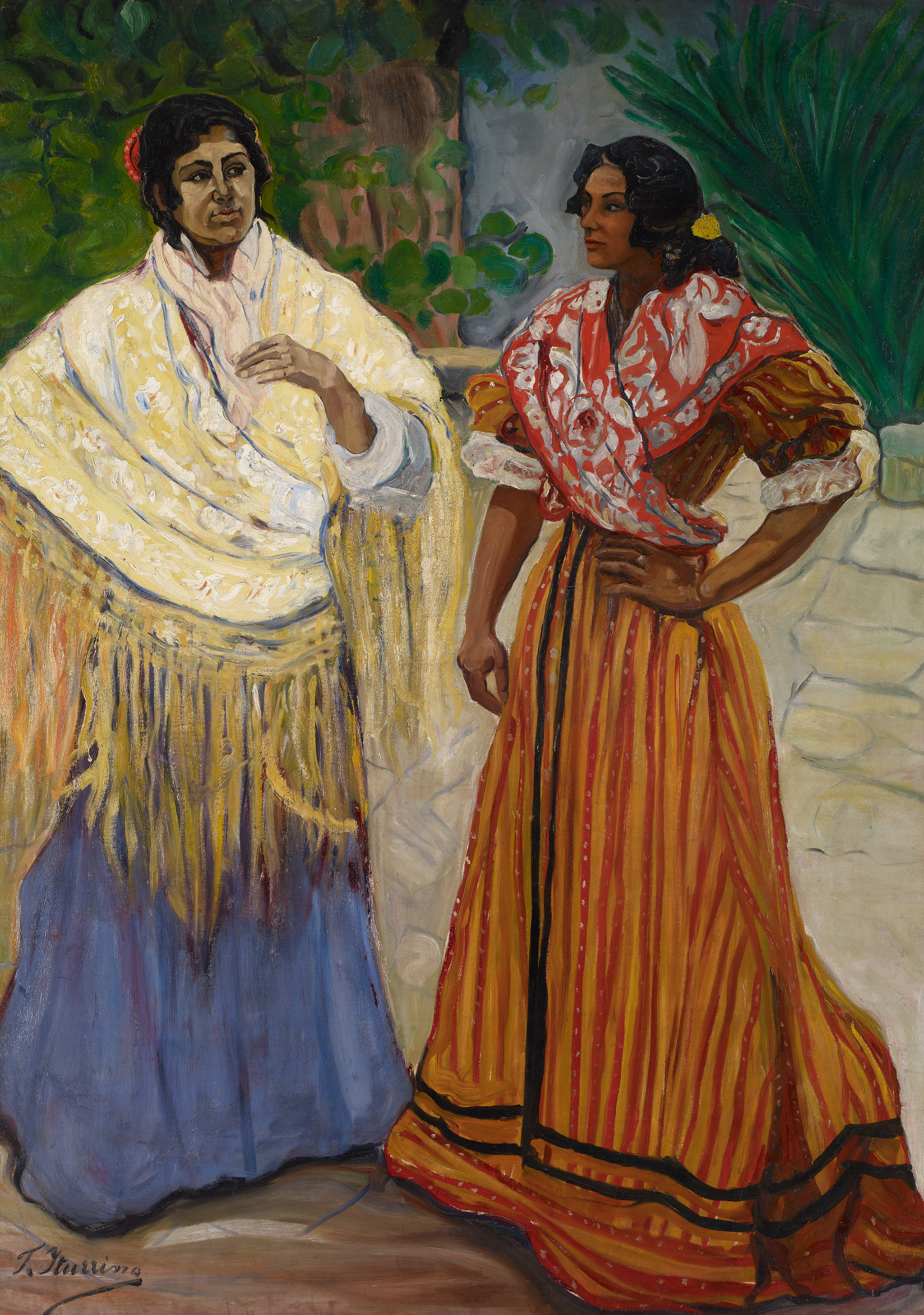
دو خانم کولی

با وجود چالش‌های پیش‌رو برای دستیابی به تصویری دقیق از پراکندگی کولی‌ها، برآورد می‌شود که تا سال ۲۰۱۹ حدود ۱۰ میلیون کولی در اروپا زندگی می‌کردند، هرچند برخی سازمان‌های کولی در برآوردهای قبلی خود این رقم را تا ۱۴ میلیون نیز ذکر کرده‌اند. جمعیت‌های قابل توجه کولی‌ها در بالکان و سراسر اروپا یافت می‌شوند. در اتحادیه اروپا، حدود ۶ میلیون کولی زندگی می‌کنند.

## زیرگروه‌های کولی‌ها

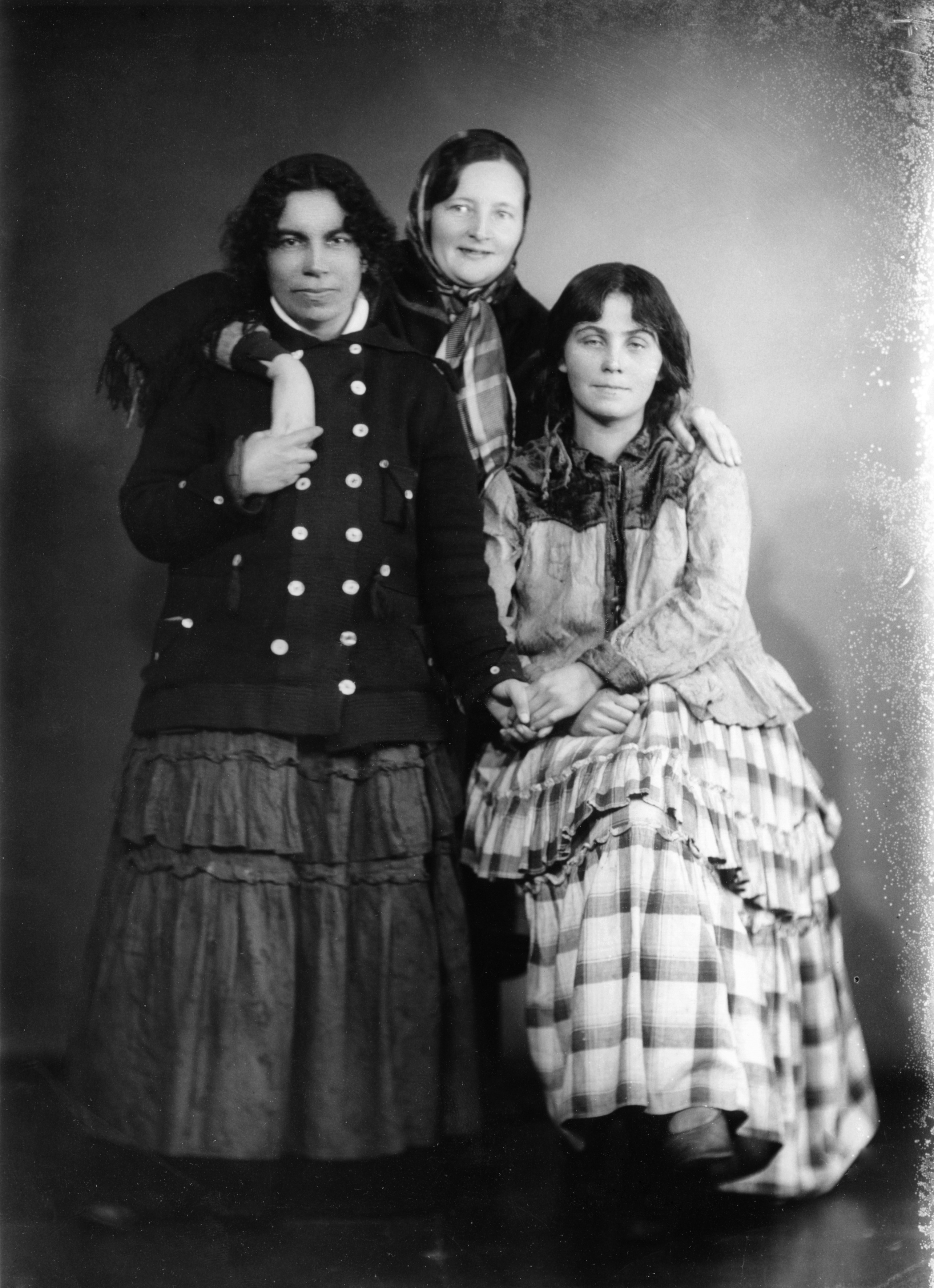
سه زن کولی در هلسینکی،سال ۱۹۳۰

کولی‌ها ممکن است بر اساس تفاوت‌های سرزمینی، فرهنگی و گویشی، و همچنین شناسه خودانتخابی، به زیرگروه‌های متمایزی تعلق داشته باشند.
زیرگروه‌های کولی‌ها ممکن است بیش از یک نام قومی داشته باشند. آن‌ها گاه از چندین نام خودخوانده استفاده می‌کنند و معمولاً با یک نام بیگانه‌ساخته شناخته می‌شوند، یا گاه به اشتباه نام خودخوانده زیرگروه دیگری به آن‌ها اطلاق می‌گردد. تنها نامی که تقریباً به عنوان شناسه فراگیر برای خودِ این مردم به کار می‌رود، واژه «رُم» است. حتی زمانی که زیرگروه‌ها از این نام استفاده نمی‌کنند، همگی به اصل و ریشه مشترک خود، و نیز به دوگانگیِ میان خود و «گَجُو» (غیرکولی‌ها) اذعان دارند. برای نمونه، هرچند گروه اصلی کولی‌ها در کشورهای آلمانی‌زبان خود را «سینتی» می‌نامند، اما نامی که برای زبان اصیل خود به کار می‌برند «رومانِس» است.
این زیرگروه‌ها تا حدی بازتابی از نظام کاست‌ها و زیرکاست‌های هندوستان توصیف شده‌اند که جمعیت بنیان‌گذار کولی‌ها به‌طور قطع در سرزمین اصلی جنوب آسیایی خود با آن مواجه بوده‌اند.